# Peter Thomsen (kollegiedeputeret)
Peter Thomsen (født 11. februar 1781 i Treya, død 19. eller 20. februar 1839 i Tønning) var en slesvigsk embedsmand.
Han var borgmester i Tønning, blev overretsråd og dommer på Gottorp og blev i 1831 deputeret i Tyske Kancelli, hvilket han var til 1839. Han blev etatsråd i 1820.
Han var gift med Christina Sophia Augusta Bentzen (21. juli 1782 – 28. marts 1862) og var far til Adolph Theodor Thomsen-Oldenswort